# Эгфрит (король Нортумбрии)
Эгфрит (др.-англ. Ecgfriþ, англ. Ecgfrith; около 645 — 20 мая 685) — король Нортумбрии в 670—685 годах из династии Идингов.

## Биография
Эгфрит был сыном Освиу и Энфледы, и принадлежал к династии Идингов. Наследовал ему в двух достоинствах, как король Нортумбрии, и как бретвальда англосаксов. Хотя Эгфрит достиг короны в молодые годы, однако заставил себя уважать и бояться. Пикты попытались напасть на него с целью завладеть частью его областей, но были разбиты в нескольких битвах (например, в 671 году в сражении у двух рек) и, в конце концов, заключили с ним мир, уступив ему часть своих земель. Со времен Освиу нортумбрийцы владели значительной частью Южной Шотландии — кроме Лотиана, это были бриттское королевство Камбрия (Стратклайд) и Аргайл, населённый ирландцами.
Король Мерсии Вульфхер тоже хотел поживиться, напав на Нортумбрию, но в конце войны счёл себя счастливым, что потеряв провинцию Линдсей, смог спасти свои остальные собственные земли. В 676 году новый король Мерсии Этельред I пошёл войной на Нортумбрию и принудил Эгфрита возвратить назад территории, ранее принадлежащие Мерсии, но утерянные в царствование Вульфхера. Феодор, архиепископ Кентерберийский, много способствовал примирению обоих королей.
Эгфрит вмешивался в церковные дела, пытаясь подчинить церковь королевской власти. В 678 году произошла ссора между королём Эгфритом и епископом Вильфридом Йоркским, в результате которой предстоятель был изгнан. Возможно, причиной ссоры Вильфрида с королём был его отказ выполнить решение Хертфордского собора о разукрупнении диоцезов. Вместо него управлять народом нортумбрийцев поставили двух епископов; одним был Боза, правивший провинцией Дейра, а другим — Эта, управлявший Берницией. Первый разместил кафедру в Йорке, а второй — в Хагустальдене или, скорее, в Линдисфарне. В дополнение к этому Эдхед был посвящён в епископы провинции Линдсей, которую незадолго до того завоевал Эгфрит, победив Вульфхера и вынудив его бежать.
В 660 году король Эгфрит женился на Этельдреде, дочери короля восточных англов Анны. До того она была выдана за правителя Южного Гирве, которого звали Тондберт, но он умер вскоре после женитьбы, и её отдали Эгфриту. Прожив с ним двенадцать лет, она тем не менее сохранила славу вечной девственности. Долгое время она просила короля позволить ей оставить заботы этого мира и удалиться в монастырь; когда она с великим трудом добилась такого позволения, то ушла в находившийся в месте под названием Колуд (это монастырь Колдингем в шотландском Лотиане) монастырь аббатисы Эббы, тётки Эгфрита, сестры короля Освиу. Год спустя она сама сделалась аббатисой в месте, называемом Эльге (монастырь Или в Кембриджшире). В Англии её почитали под именем «Святая Одри» (англ. Saint Audrey).
В 679 году, на девятом году правления короля Эгфрита, произошла жестокая битва между ним и королём Мерсии Этельредом I у реки Трент, в которой был убит брат короля Эгфрита, Элфвин. Хотя было множество причин для продолжения войны и вражды между королями и двумя воинственными народами, архиепископ Феодор сумел погасить это великое и губительное пламя своим мудрым советом. В результате между королями и их народами был установлен мир, и за смерть королевского брата не потребовали других жизней, а только обычное денежное возмещение, которое платят за смерть брата королю, обязанному отомстить за него. Так между этими королями и их королевствами на много лет воцарился мир.
В 684 году, в правление верховного короля Финснехты Пиролюбивого, Эгфрит отправил в Ирландию войско под командованием герцога Бертреда, который, разоряя земли королевства Брега, поступал очень жестоко с ирландцами, не щадя ни церквей, ни монастырей. Об обстоятельствах этого похода сообщается в «Церковной истории народа англов» Беды Достопочтенного, «Англосаксонской хронике» и «Анналах Ульстера». Возможно, король Эгфрит вторгся в ирландские земли с целью положить конец помощи, которую правители острова оказывали его врагам — скоттам Дал Риады.
После этого Эгфрит обратил своё оружие на пиктов. Королём пиктов в то время был его двоюродный брат Бруде III мак Бели, пришедший к власти в 671 году. В 681 году он овладел пиктской крепостью Данноттар. Затем последовали победы над оркнейцами в 682 году и над шотландцами при Дуннате в 683 году. Обезопасив большую часть своих границ, он сосредоточился на главной угрозе. На юге, нортумбрийцы под руководством короля Эгфрита, продолжали владеть большой частью Южного Каледонского королевства. Бруде сперва начал тревожащие партизанские рейды против англов. В то же время он собрал свои силы и ждал возможного ответа англов — вторжения.
Англы были непобедимы со времени их прибытия в Англию, и это, возможно, было причиной сверх уверенности, которая привела их к гибели. Английское войско под командованием короля Эгфрита напало на Каледонию в начале 685 года, несомненно, для того, чтобы покорить её раз и навсегда. Но Бруде был готов и отступил в свои болотистые земли, на место, выбранное им для боя. Когда англы оказались между крепостью Дун Нехтан (ныне маленькая деревня Дуннихен, расположенная неподалёку от города Форфар в Ангусе) и болотами Нехтансмере, он атаковал.
В действительности, о произошедшей 20 мая 685 года битве при Нехтансмере мало что известно. Возможно из-за особенностей местности англы были окружены и уничтожены во время неожиданной атаки. Победа пиктов была абсолютной, король Эгфрит и почти вся его армия погибли. Затем Бруде «очистил» Каледонию от оставшихся англов, которые занимали эти земли около 30 лет. С того времени надежды и силы королевства англов «схлынули и пошли на убыль», поскольку пикты вернули свою землю, которой прежде владели англы, а жившие в Британии скотты и часть бриттов восстановили независимость. Во-первых, эта победа пиктов нарушила баланс силы между германскими племенами, оккупировавшими Британию — теперь сила была не на стороне англов, а на стороне саксов, таким образом, предопределив последующие войны между Шотландией и Англией. А во-вторых, могущество англов в Британии было навсегда разрушено, приведя к их неспособности завоевать то, что сейчас является Шотландией. Если бы они смогли сделать это, то Шотландия могла бы никогда не существовать, и весь остров был бы в конечном итоге под контролем одного властителя — англов.
Эгфрит погиб на 40-м году жизни и 15-м году царствования. Эгфрит имел двух жён, из которых первая — Этельдреда, дочь короля Восточной Англии Анны, а вторая — Эорменбург, на которой он женился до 678 года.